# Kaarina Löfström
Sylvi Kaarina Löfström, född 2 juli 1941 i Helsingfors, är en finländsk arkitekt.
Löfström utexaminerades från Tekniska högskolan i Helsingfors 1967 och tjänstgjorde därefter vid centralandelslagets Valios byggnadsavdelning under Matti K. Mäkinen. Hon startade egen arkitektverksamhet 1981 och gjorde sig känd som en utpräglad modernist. Av hennes verk kan nämnas Kunnallistietos kontors- och affärsbyggnader i Riihimäki (1984, 1991), Tikkurila Ab:s forskningsanstalt i Vanda (1986), statens kanslihus i Kotka (1989) och teknologicentret Innopoli i Otnäs (1991).